# Inhoulets
Ne pas confondre avec l'autre rivière d'Ukraine appelée Inhoul.
L'Inhoulets (en ukrainien : Інгулець) ou Ingoulets (en russe : Ингулец) est une rivière d'Ukraine et un affluent droit du Dnipro.

## Géographie
Sa longueur est de 549 km et son bassin versant s'étend sur 14 870 km2.

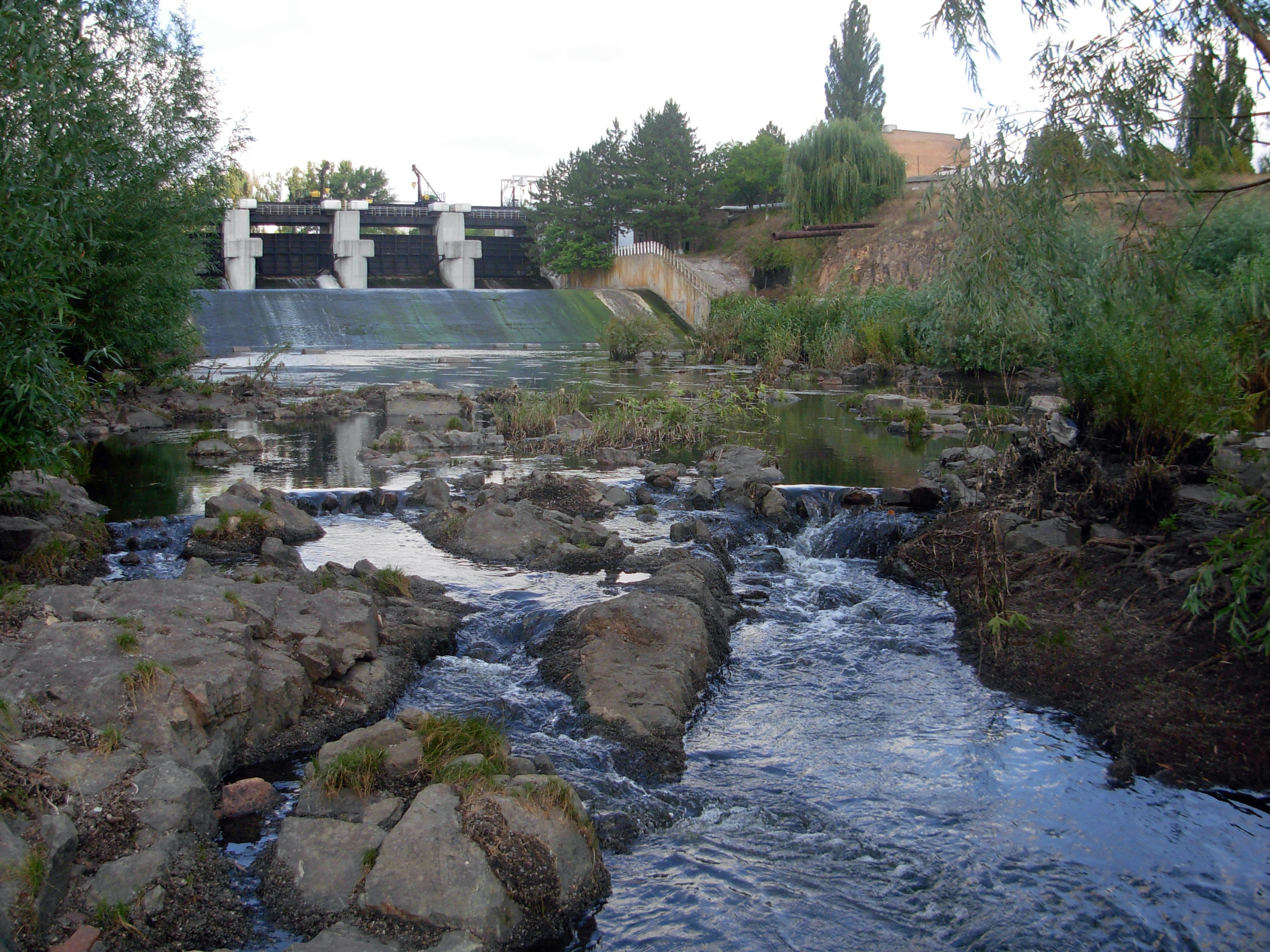
barrage à Iskrivka classé.

L'Inhoulets prend sa source sur les hauteurs du Dnipro, dans les environs de la ville de Kropyvnytskyï, et s'écoule à environ 30 km du Dnipro, suivant un cours parallèle. L'Inhoulets tourne ensuite vers le sud et arrose les oblasts de Dnipropetrovsk, Kherson et Mykolaïv, avant de se jeter dans le Dnipro à 30 km à l'est de la ville de Kherson.
Le débit moyen de l'Inhoulets mesuré dans le village de Mogilovka est de 8,5 m3/s. Elle est gelée de la fin décembre à la fin mars.
Près de la ville de Kryvyï Rih, l'Inhoulets est parsemé de petites îles dotées d'une riche végétation, mais contaminée par les industries extractives des environs.

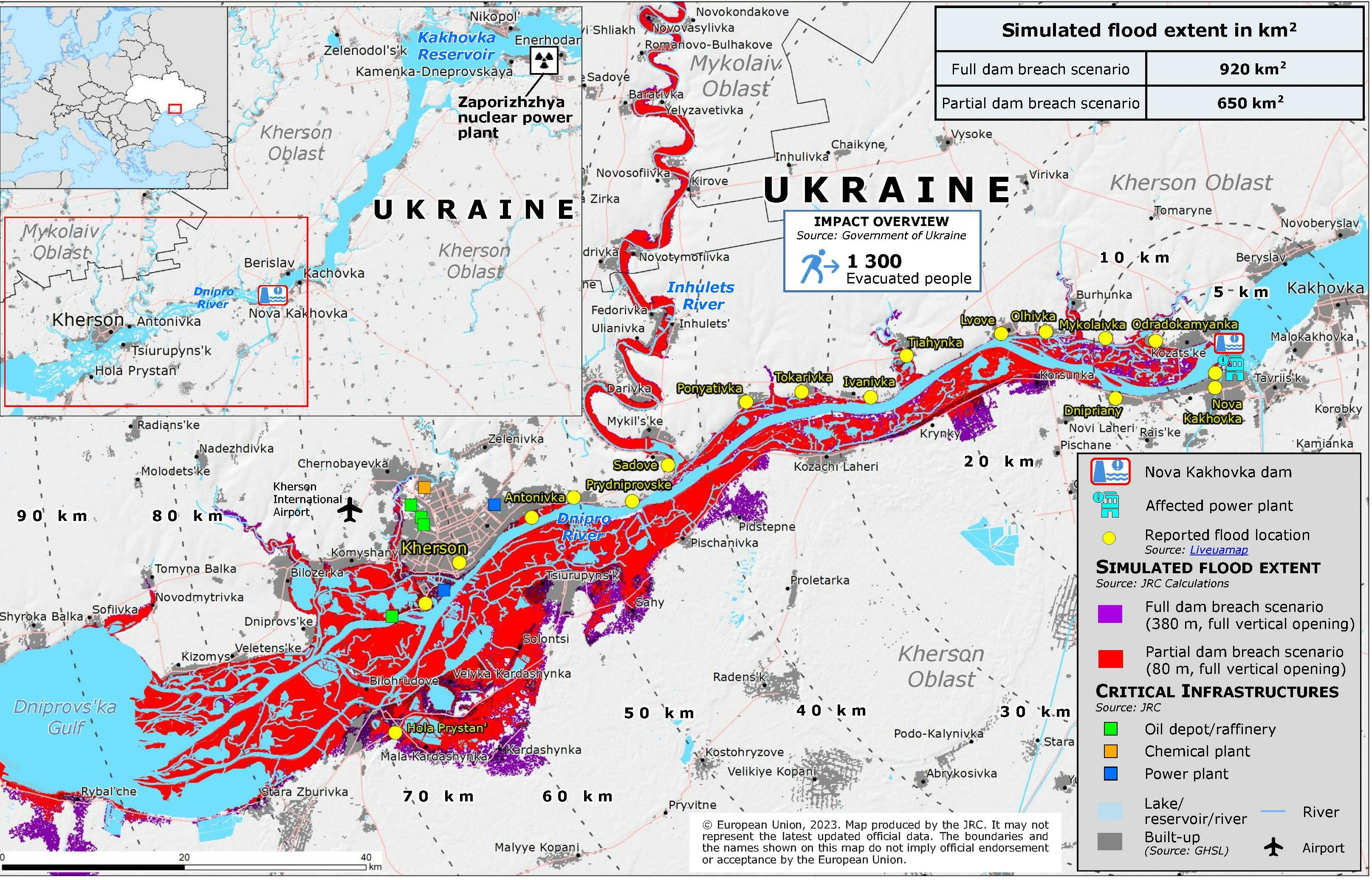
Situation des inondations à la suite de la destruction du barrage de Nova Kakhovka et estimation des surfaces susceptibles d’être inondées.

Le cours de la rivière est affecté par la destruction du barrage de Kakhovka, la carte prévisionnelle estime à 1 300 le nombre de personnes à évacuer.

## Affluents

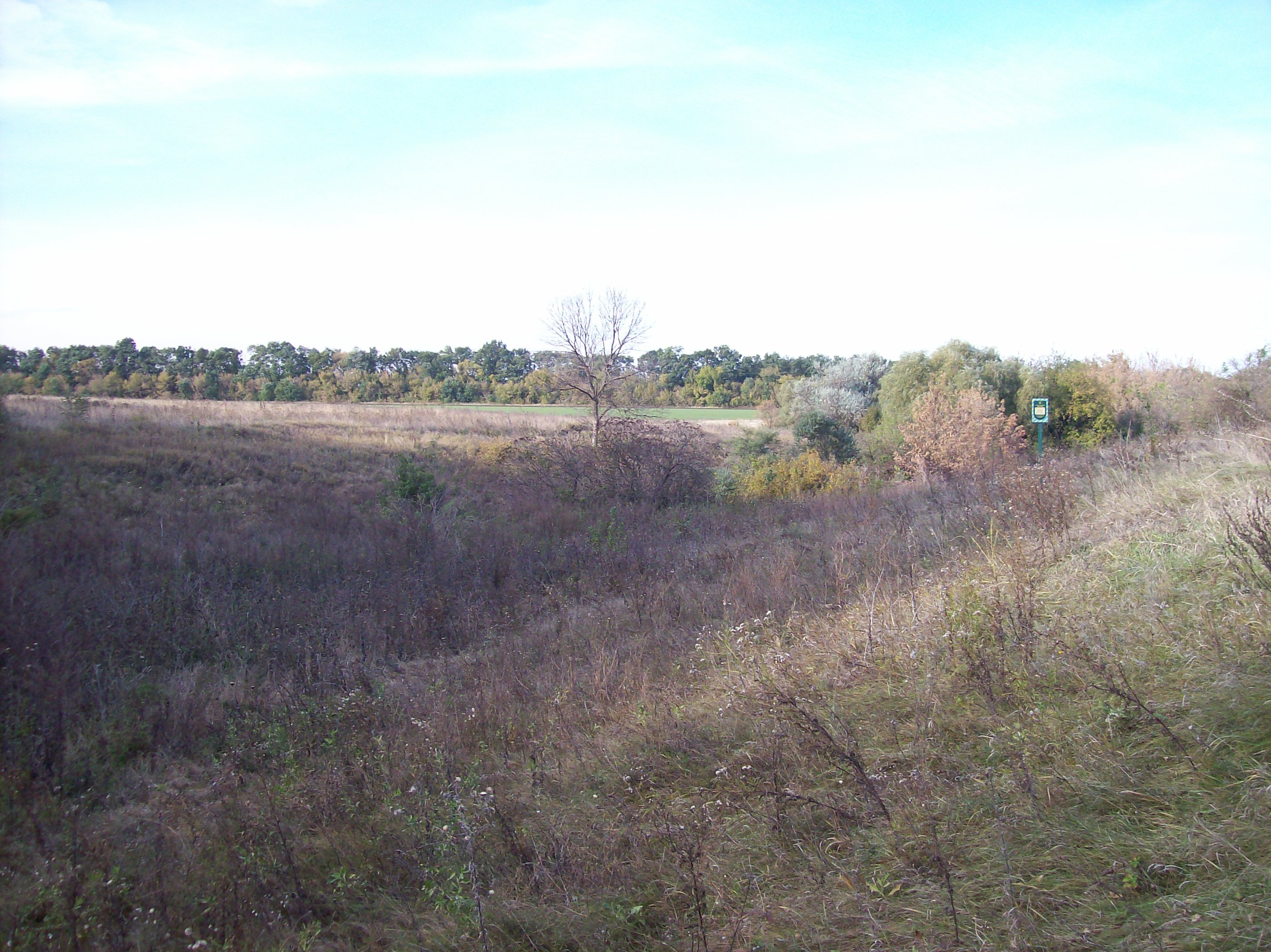
Sa source classé.

Les principaux affluents de l'Inhoulets sont les rivières Saksahan et Vyssoun.

## Villes
L'Inhoulets arrose les villes de Kryvyï Rih, Inhoulets et Snihourivka.